# Chillwave
Chillwave, soms ook glo-fi genoemd, is een muziekgenre dat gekenmerkt wordt door het gebruik van geluidseffecten, synthesizers, loops en sampling met gefilterde vocals en een simpele melodie.

## Artiesten
- Washed Out
- Twintapes
- Twin Sister
- HOME
- Neon Indian
- Toro Y Moi
- Small Black
- Slowbug
- Memory Tapes
- Warm Ghost
- Rosemary's Babe
- Memoryhouse
- Slow Magic
- Little Dragon
- Moods
- Bodhi
- The Chromatics
- Stumbleine
- Youth Lagoon

De meerderheid van de chillwavebands is erg underground en heeft geen contract bij een label, zij gebruiken vaak onlinemedia zoals bandcamp.